# ميكاييل بينتو
ميكاييل بينتو (4 يونيو 1993 بديكيرش في لوكسمبورغ - ) هو لاعب كرة قدم برتغالي في مركز الدفاع. شارك مع منتخب البرتغال تحت 18 سنة لكرة القدم ومنتخب البرتغال تحت 20 سنة لكرة القدم ومنتخب البرتغال تحت 21 سنة لكرة القدم. أما مع النوادي، فقد لعب مع ريكرياتيفو وسبورتينغ لشبونة ب ونادي بيلينينسش.

## وصلات خارجية
- ميكاييل بينتو على موقع الاتحاد الدولي (مؤرشف)  (الإنجليزية)
- ميكاييل بينتو على موقع الاتحاد الدولي (مؤرشف)  (الإنجليزية)
- ميكاييل بينتو على موقع الاتحاد الأوربي (الإنجليزية)
- ميكاييل بينتو على موقع الاتحاد الأوربي (الإنجليزية)
- ميكاييل بينتو على موقع الاتحاد الأوربي (الإنجليزية)
- ميكاييل بينتو على موقع الاتحاد الأوربي (الإنجليزية)
- ميكاييل بينتو على موقع قاعدة بيانات كرة القدم.إي يو (الإنجليزية)
- ميكاييل بينتو على موقع ناشيونال فوتبول تيمز (الإنجليزية)
- ميكاييل بينتو على موقع Soccerway.com (الإنجليزية)
- ميكاييل بينتو على موقع AS.com (الإسبانية)